# Atlanta (højttaler)
 Denne artikel bør gennemlæses af en person med fagkendskab for at sikre den faglige korrekthed.

Atlanta er en dansk højttalerproducent.

## Højtaler

### CD 290
Information fundet på Atlanta CD 290.
| Sinus load | Music load | Frequency   | Impedance |
| ---------- | ---------- | ----------- | --------- |
| 180 W      | 250 W      | 22-20000 Hz | 4 - 8 Ohm |

CD 290s kabinet måler 87,5 x 29 x 24,5 centimeter (H x B x D), med fire højtalere monteret i kabinettet.